# 遗体告别仪式

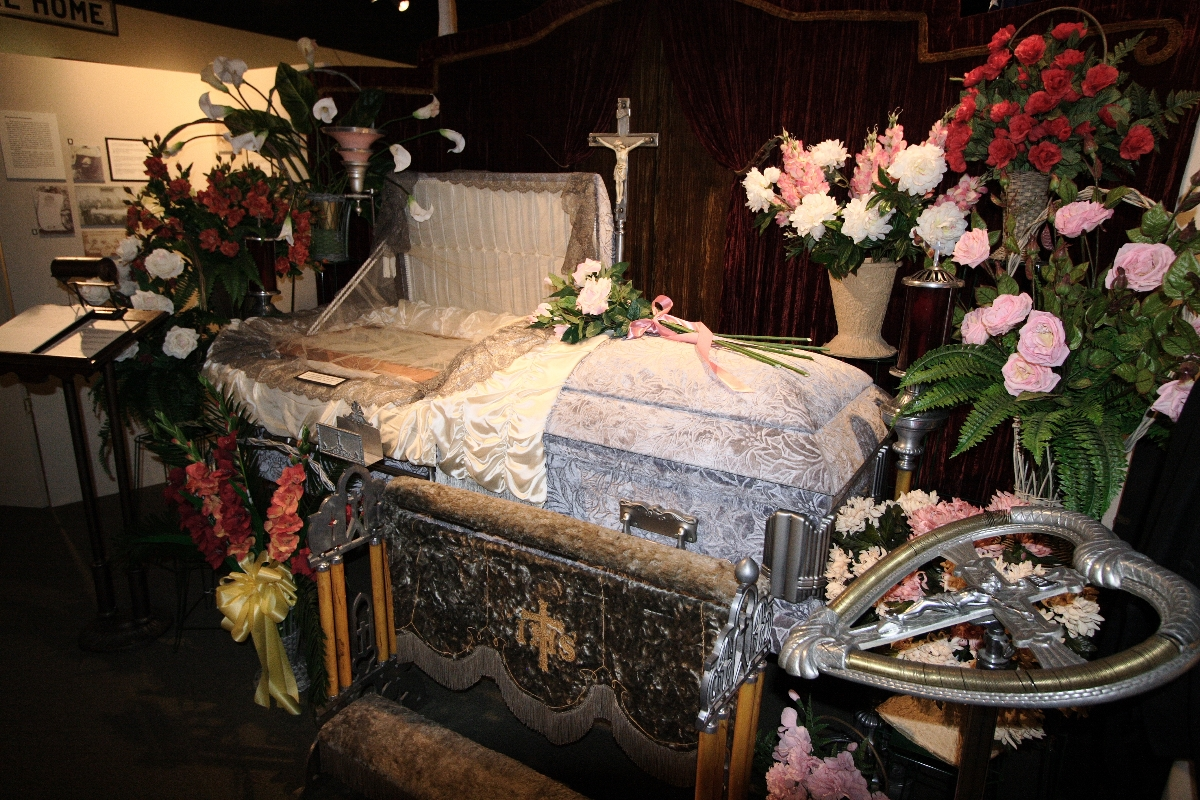
遗体告别仪式

遗体告别仪式又稱遗体告别、瞻仰遗容，是指人去世後，遺體在殯儀館的大廳內短暫展示，死者的家人和朋友可以在展示期間觀摩遺體。隨後遺體就要下葬或者火化  。為確保尸体在展示時保持良好形象，遺體在展示前一般會被防腐处理。  有時遗体告别仪式會在住宅以及宗教场所（教堂）舉行。 